# Slüterhaus Dierkow

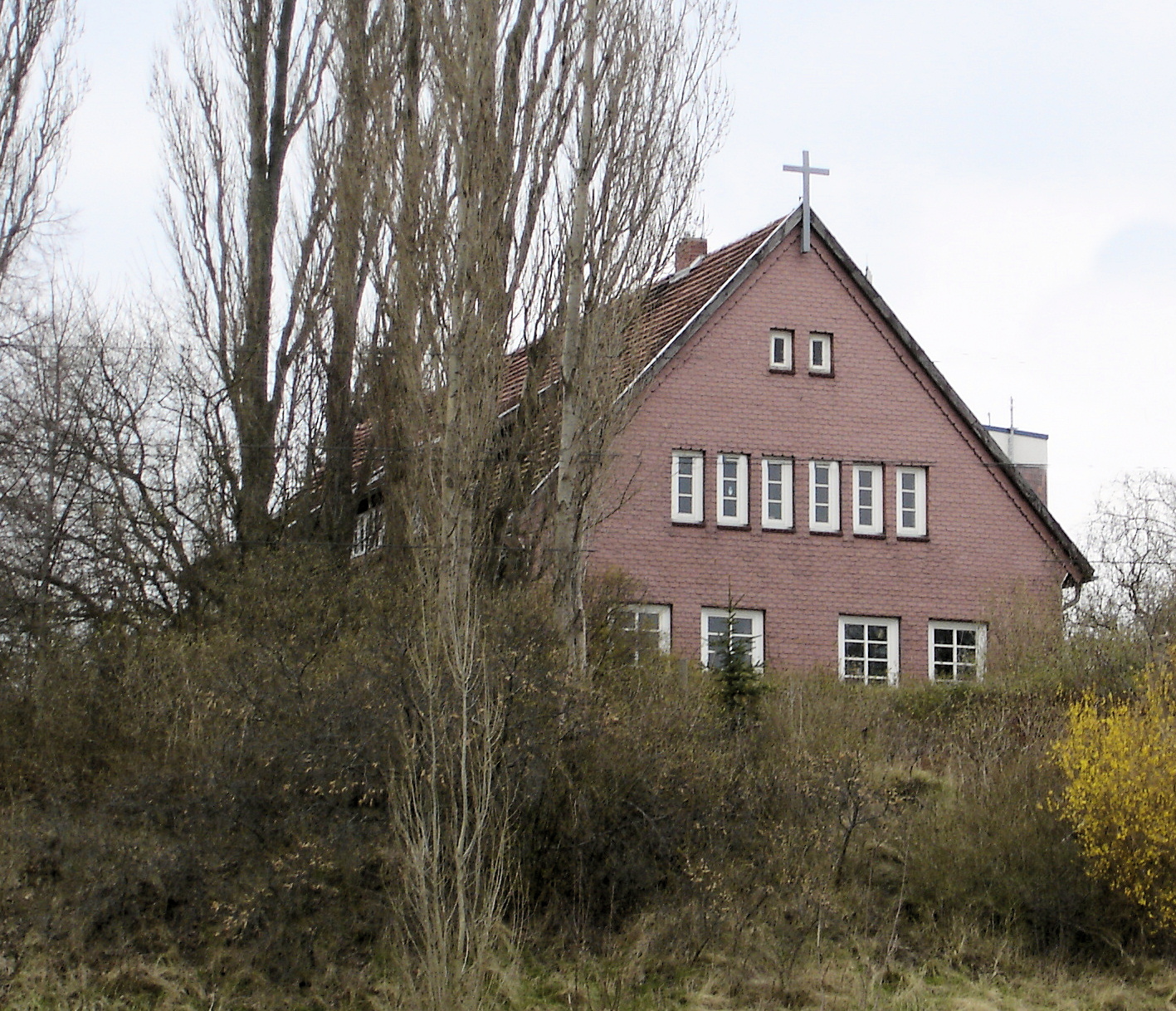
Slüterhaus

Das Slüterhaus Dierkow ist die Kirche und das Gemeindehaus der Slütergemeinde im Rostocker Ortsteil Dierkow. Die Gemeinde gehört zur Propstei Rostock im Kirchenkreis Mecklenburg der Evangelisch-Lutherischen Kirche in Norddeutschland.

## Geschichte und Baubeschreibung
Mit dem Ausbau der Militärindustrie und dem damit verbundenen Zuzug einer großen Anzahl von Arbeitskräften wurde in Rostock zusätzlicher Wohnraum benötigt. So entstanden in den 1930er Jahren einige Stadtrandsiedlungen, darunter die in Dierkow-Ost und Dierkow-West. Diese Häuser waren hauptsächlich für die Angestellten der Ernst Heinkel Flugzeugwerke vorgesehen.
Am 31. März 1937 erfolgte der Anschluss der Einwohner von Dierkow an die Kirchgemeinde St. Petri und am 1. April 1950 erfolgte die Gründung einer eigenständigen Kirchgemeinde Dierkow, die den Namen „Slütergemeinde“ nach dem Rostocker Reformator Joachim Slüter erhielt. 
Die Grundsteinlegung des Gemeindehauses fand am 30. Januar 1950 statt. Am 19. August 1951 wurde das Haus durch den Landesbischof Niklot Beste geweiht. Im hölzernen Glockenturm fand eine Bronzeglocke vom „Glockenfriedhof“ Hamburg ihren Platz, die von Hand geläutet wird und im Ton b'' erklingt. Der Bau fand unter schwierigen finanziellen Bedingungen statt, viele Gemeindemitglieder leisteten praktische Arbeiten. Die damaligen Planungen sahen auch den Bau einer Kirche vor, diese wurden nie umgesetzt.
Im Erdgeschoss gibt es zwei Räume mit Teeküche, die für verschiedene Veranstaltungen der Gemeinde genutzt werden. Im Obergeschoss befindet sich der Kirchsaal mit Bleiglasfenstern. Der Kirchsaal bietet etwa 90 Personen Platz. 1997 wurde der Glockenturm erneuert.
Zum 50. Kirchweihtag am 19. August 2001 wurde eine Symbolik am Slüterhaus feierlich enthüllt. Dargestellt sind eine aufgeschlagene Bibel, die an die Predigten Slüters erinnern sollen, die waagerechte Welle symbolisiert die Warnow, deren Ufer in der Nähe der Kirche liegt. Mit einem senkrechten Balken bildet die Welle das christliche Kreuzsymbol.
Heute gehören zur Slütergemeinde die Ortsteile Dierkow-Ost und Dierkow-West, Alt Bartelsdorf, Hinrichsdorf, Nienhagen, Peez und das Plattenbaugebiet Dierkow-Neu.

## Ausstattung
Taufe, Altar, Kanzel und Bänke stammen aus der Zeit des Baus der Kirche. Die Bänke wurden später geteilt, um eine flexible Nutzung des Saals zu ermöglichen. Im Mittelgang hängt ein Votivschiff. Das 1971 der Gemeinde geschenkte Modell zeigt die Rostocker Brigg „Hoffnung“, die 1862 auf See verschollen blieb.

## Orgel
Das Orgelpositiv wurde 1965 von der Orgelbaufirma Wilhelm Sauer aus Frankfurt (Oder) erbaut. Als Windladen werden in diesem Instrument mechanische Schleifladen verwendet. Die Traktur der Orgel arbeitet ebenfalls mechanisch. Das Instrument hat 1 Manual mit 54 Tasten (C - f3) ein angehängtes Pedal (C - d1), insgesamt 302 Pfeifen und 4 Register. Die Prinzipalpfeifen D bis gis2 befinden sich im Prospekt der Orgel. Das Register „Scharff“ wurde im Dezember 2017 durch die Orgelbaufirma Arnold aus Plau am See (vorm. Firma Nußbücker) durch Verschließen einiger Pfeifen zum Register einer „Quinte“ umgebaut.
Disposition:
- Holzgedackt 8'
- Rohrflöte   4'
- Prinzipal   2'
- Quinte (vorm. Scharff  2-3 fach)

## Pastoren
Erster Pastor war von 1950 bis 1979 Karl-Friedrich Steinhagen, ihm folgten von 1979 bis 2003 Willi Passig und von 2003 bis 2020 Ulrich von Saß. Von September 2020 bis Ende Januar 2021 war die Pfarrstelle der Slütergemeinde unbesetzt und wurde durch die Gemeindepädagogin und den Kirchengemeinderat kommissarisch geführt. Seit dem 1. Februar 2021 führt Pastor Sebastian Gunkel die Pfarrstelle. Er war zuvor als Gemeindepastor an der Stadtkirche Tessin tätig.